# Газменд Окета
Газменд Окета (алб. Gazmend Oketa; нар. 14 грудня 1968, Дуррес) — албанський політик, міністр оборони Албанії з 28 березня 2008 по 17 вересня 2009 і колишній член парламенту від Демократичної партії. У 2012 році він разом з Бамір Топі заснував правоцентристську партію Новий демократичний дух.
Він закінчив інженерно-будівельний факультет Політехнічного університету Тирани, продовжив навчання в Університеті Зігена (Німеччина). З 1993 по 1995 — доцент факультету цивільної інженерії, з 1995 по 1997 — фахівець-керівник проекту Світового банку у Дурресі, з 1997 по 2001 — адміністратор і менеджер, з 2001 року — приватна діяльність, консультант для іноземних компаній.
У 90-х роках Окета був активним членом студентського руху, з 2003 — член міської ради Дурреса, з березня 2007 по березень 2008 — заступник прем'єр-міністра Албанії.